# 貝爾格鱷屬
貝爾格鱷屬（屬名：Bergisuchus）是鱷形超目西貝鱷類的一屬，生存於始新世的德國。在1966年被命名時，貝爾格鱷被歸類於西貝鱷類，被認為是第一個發現於南美洲以外的西貝鱷類。在1988年，貝爾格鱷改歸類於Trematochampsidae科。之後，被重新歸類於波羅鱷科的基礎物種。在2000年，被歸類於獨自的貝爾格鱷科（Bergisuchidae），屬於西貝鱷類。
正模標本是一個嘴部骨頭，發現於法蘭克福附近的梅塞爾坑；另外發現一個下頜骨頭，都發現於德國東部的薩克森－安哈爾特。梅塞爾坑是個化石豐富的化石坑，屬於世界自然遺產。梅塞爾坑發現許多半水生鱷形類，例如：亞洲鱷、雙犬齒鱷；與上述半水生鱷形類不同，貝爾格鱷市種小型陸棲動物，是種掠食性肉食性動物。